# Pachnephorus tessellatus
Pachnephorus tessellatus – gatunek chrząszcza z rodziny stonkowatych i podrodziny szczerotków.

## Taksonomia
Gatunek ten opisany został po raz pierwszy w 1825 roku przez Caspara Erasmusa Duftschmidta pod nazwą Eumolpus tessellatus.

## Morfologia
Chrząszcz o podługowatym, prawie walcowatym ciele długości od 2,5 do 3 mm. Głowa, przedplecze i pokrywy są metalicznie brązowe do czarnomosiężnych i gęsto porośnięte białawymi łuskami. Czułki są w części nasadowej czerwonawe, a w części dalszej czarne. Obrzeżenie prawie równoległych krawędzi bocznych wąskiego przedplecza jest kompletne, a jego powierzchnia ma równomiernie rozmieszczone punkty. Niemal dwukrotnie dłuższe niż szerokie pokrywy mają rzędy widoczne prawie do szczytu. Punktowanie wtórne na międzyrzędach pokryw jest gęste i nieregularnie rozmieszczone. Łuski tworzą zwykle na pokrywach nieregularne pasy i plamy, najczęściej jaśniejsze na międzyrzędach trzecim, piątym i siódmym; rzadko zdarza się by łuski obrastały pokrywy całkowicie. Kolor odnóży jest brunatnoczarny do czarnego. Golenie pary środkowej i tylnej mają niewielki ząbek na szczycie zewnętrznej krawędzi. 

## Ekologia i występowanie
Owad ten zasiedla stanowiska nasłonecznione i porośnięte roślinnością zielną. Larwy są wąskimi oligofagami astrowatych, żerującymi na korzeniach (ryzofagia). Wśród ich roślin żywicielskich wymieniane są płesznik czerwonkowy, omanowiec lepki i omany.
Gatunek holarktyczny. W Europie znany jest z Hiszpanii, Francji, Belgii, Luksemburga, Niemiec, Szwajcarii, Liechtensteinu, Austrii, Estonii, Łotwy, Litwy, Polski, Czech, Słowacji, Węgier, Białorusi, Ukrainy, Rumunii, Bułgarii, Chorwacji, Bośni i Hercegowiny, Serbii, Czarnogóry, Albanii, Grecji oraz europejskich części Rosji i Turcji. W Azji podawany jest z syberyjskiej i dalekowschodniej części Rosji, Armenii, Azerbejdżanu, Kazachstanu, Turkmenistanu, Uzbekistanu, Tadżykistanu, Kirgistanu, Mongolii i Chin. Poza tym wykazany został z nearktycznej Ameryki Północnej.
W Polsce owad ten stwierdzony został na nielicznych, rozproszonych stanowiskach, z których większość leży w południowej części kraju. Na „Czerwonej liście gatunków zagrożonych Republiki Czeskiej” umieszczony został jako gatunek krytycznie zagrożony wymarciem (CR).